# Campeonato Europeo Femenino Sub-19 de la UEFA
El Campeonato Europeo Femenino Sub-19 es el torneo internacional anual de la UEFA. Cada dos años los equipos semi-finalistas clasifican directamente a la Copa Mundial Femenina de Fútbol Sub-20, por lo tanto no se juega un partido por el tercer lugar.
Los primeros cuatro torneos fueron competencias para menores de 18 años.
Se compone de tres fases diferentes: dos rondas clasificatorias y la fase final. La primera ronda de clasificación se disputa en otoño y la forman 11 grupos de cuatro selecciones cada uno que disputarán minitorneos. Las dos primeras clasificadas de cada sección y las dos mejores terceras acceden a la segunda ronda, que se celebra en primavera. Esas 24 selecciones disputarán seis minitorneos de grupos de cuatro. Las campeonas de grupo y las segundas con mejores resultados ante primeras y terceras de su sección consiguen su clasificación junto a la anfitriona Francia para la fase final en julio, donde se constituyen dos grupos de cuatro. Las dos primeras selecciones de cada uno acceden a semifinales, donde ya se celebra todo a partido único.
A la fecha, veintiséis torneos se han realizado siendo campeonas las selecciones de España (7 veces), Alemania (6 veces), Francia (5 veces), Suecia (3 veces), Inglaterra, Dinamarca, Rusia, Italia y los Países Bajos.

## Campeonatos
|         | Campeonato Europeo Femenino Sub-18 de la UEFA | Campeonato Europeo Femenino Sub-18 de la UEFA | Campeonato Europeo Femenino Sub-18 de la UEFA | Campeonato Europeo Femenino Sub-18 de la UEFA | Campeonato Europeo Femenino Sub-18 de la UEFA | Campeonato Europeo Femenino Sub-18 de la UEFA | Campeonato Europeo Femenino Sub-18 de la UEFA | Campeonato Europeo Femenino Sub-18 de la UEFA | Campeonato Europeo Femenino Sub-18 de la UEFA | Campeonato Europeo Femenino Sub-18 de la UEFA | Campeonato Europeo Femenino Sub-18 de la UEFA |
| ------- | --------------------------------------------- | --------------------------------------------- | --------------------------------------------- | --------------------------------------------- | --------------------------------------------- | --------------------------------------------- | --------------------------------------------- | --------------------------------------------- | --------------------------------------------- | --------------------------------------------- | --------------------------------------------- |
| Edición | Año                                           | Sede                                          |                                               | Campeón                                       | Final Resultado                               | Segundo lugar                                 |                                               | Semifinalistas                                | Semifinalistas                                | Semifinalistas                                |                                               |
| 1       | 1998 Detalle                                  | Europa                                        | Dinamarca                                     | 2:0 2:3                                       | Francia                                       | Alemania y Suecia                             | Alemania y Suecia                             | Alemania y Suecia                             |                                               |                                               |                                               |
|         | Año                                           | Sede                                          |                                               | Campeón                                       | Final Resultado                               | Segundo lugar                                 |                                               | Tercer lugar                                  | Resultado                                     | Cuarto lugar                                  |                                               |
| 2       | 1999 Detalle                                  | Suecia                                        | Suecia                                        | Grupo                                         | Alemania                                      | Italia                                        | Grupo                                         | Noruega                                       |                                               |                                               |                                               |
| 3       | 2000 Detalle                                  | Francia                                       | Alemania                                      | Grupo                                         | España                                        | Suecia                                        | Grupo                                         | Francia                                       |                                               |                                               |                                               |
| 4       | 2001 Detalle                                  | Noruega                                       | Alemania                                      | 3:2                                           | Noruega                                       | Dinamarca                                     | 1:0                                           | España                                        |                                               |                                               |                                               |
|         | Campeonato Europeo Femenino Sub-19 de la UEFA |                                               |                                               |                                               |                                               |                                               |                                               |                                               |                                               |                                               |                                               |
|         | Año                                           | Sede                                          |                                               | Campeón                                       | Final Resultado                               | Segundo lugar                                 |                                               | Semifinalistas                                | Semifinalistas                                | Semifinalistas                                |                                               |
| 5       | 2002 Detalle                                  | Suecia                                        | Alemania                                      | 3:1                                           | Francia                                       | Dinamarca e Inglaterra                        | Dinamarca e Inglaterra                        | Dinamarca e Inglaterra                        |                                               |                                               |                                               |
| 6       | 2003 Detalle                                  | Alemania                                      | Francia                                       | 2:0                                           | Noruega                                       | Suecia e Inglaterra                           | Suecia e Inglaterra                           | Suecia e Inglaterra                           |                                               |                                               |                                               |
| 7       | 2004 Detalle                                  | Finlandia                                     | España                                        | 2:1                                           | Alemania                                      | Rusia e Italia                                | Rusia e Italia                                | Rusia e Italia                                |                                               |                                               |                                               |
| 8       | 2005 Detalle                                  | Hungría                                       | Rusia                                         | 2:2 (t. s.) 6:5 penales                       | Francia                                       | Alemania y Finlandia                          | Alemania y Finlandia                          | Alemania y Finlandia                          |                                               |                                               |                                               |
| 9       | 2006 Detalle                                  | Suiza                                         | Alemania                                      | 3:0                                           | Francia                                       | Rusia y Dinamarca                             | Rusia y Dinamarca                             | Rusia y Dinamarca                             |                                               |                                               |                                               |
| 10      | 2007 Detalle                                  | Islandia                                      | Alemania                                      | 2:0 (t. s.)                                   | Inglaterra                                    | Francia y Noruega                             | Francia y Noruega                             | Francia y Noruega                             |                                               |                                               |                                               |
| 11      | 2008 Detalle                                  | Francia                                       | Italia                                        | 1:0                                           | Noruega                                       | Alemania y Suecia                             | Alemania y Suecia                             | Alemania y Suecia                             |                                               |                                               |                                               |
| 12      | 2009 Detalle                                  | Bielorrusia                                   | Inglaterra                                    | 2:0                                           | Suecia                                        | Francia y Suiza                               | Francia y Suiza                               | Francia y Suiza                               |                                               |                                               |                                               |
| 13      | 2010 Detalle                                  | Macedonia del Norte                           | Francia                                       | 2:1                                           | Inglaterra                                    | Alemania y Países Bajos                       | Alemania y Países Bajos                       | Alemania y Países Bajos                       |                                               |                                               |                                               |
| 14      | 2011 Detalle                                  | Italia                                        | Alemania                                      | 8:1                                           | Noruega                                       | Italia y Suiza                                | Italia y Suiza                                | Italia y Suiza                                |                                               |                                               |                                               |
| 15      | 2012 Detalle                                  | Turquía                                       | Suecia                                        | 1:0 (t. s.)                                   | España                                        | Dinamarca y Portugal                          | Dinamarca y Portugal                          | Dinamarca y Portugal                          |                                               |                                               |                                               |
| 16      | 2013 Detalle                                  | Gales                                         | Francia                                       | 2:0 (t. s.)                                   | Inglaterra                                    | Alemania y Finlandia                          | Alemania y Finlandia                          | Alemania y Finlandia                          |                                               |                                               |                                               |
| 17      | 2014 Detalle                                  | Noruega                                       | Países Bajos                                  | 1:0                                           | España                                        | Noruega e Irlanda                             | Noruega e Irlanda                             | Noruega e Irlanda                             |                                               |                                               |                                               |
| 18      | 2015 Detalle                                  | Israel                                        | Suecia                                        | 3:1                                           | España                                        | Francia y Alemania                            | Francia y Alemania                            | Francia y Alemania                            |                                               |                                               |                                               |
| 19      | 2016 Detalle                                  | Eslovaquia                                    | Francia                                       | 2:1                                           | España                                        | Países Bajos y Suiza                          | Países Bajos y Suiza                          | Países Bajos y Suiza                          |                                               |                                               |                                               |
| 20      | 2017 Detalle                                  | Irlanda del Norte                             | España                                        | 3:2                                           | Francia                                       | Alemania y Países Bajos                       | Alemania y Países Bajos                       | Alemania y Países Bajos                       |                                               |                                               |                                               |
| 21      | 2018 Detalle                                  | Suiza                                         | España                                        | 1:0                                           | Alemania                                      | Noruega y Dinamarca                           | Noruega y Dinamarca                           | Noruega y Dinamarca                           |                                               |                                               |                                               |
| 22      | 2019 Detalle                                  | Escocia                                       | Francia                                       | 2:1                                           | Alemania                                      | España y Países Bajos                         | España y Países Bajos                         | España y Países Bajos                         |                                               |                                               |                                               |
|         | 2020 Detalle                                  | Georgia                                       | Cancelado debido a la pandemia de COVID-19    | Cancelado debido a la pandemia de COVID-19    | Cancelado debido a la pandemia de COVID-19    | Cancelado debido a la pandemia de COVID-19    | Cancelado debido a la pandemia de COVID-19    | Cancelado debido a la pandemia de COVID-19    | Cancelado debido a la pandemia de COVID-19    | Cancelado debido a la pandemia de COVID-19    | Cancelado debido a la pandemia de COVID-19    |
|         | 2021 Detalle                                  | Bielorrusia                                   | Cancelado debido a la pandemia de COVID-19    | Cancelado debido a la pandemia de COVID-19    | Cancelado debido a la pandemia de COVID-19    | Cancelado debido a la pandemia de COVID-19    | Cancelado debido a la pandemia de COVID-19    | Cancelado debido a la pandemia de COVID-19    | Cancelado debido a la pandemia de COVID-19    | Cancelado debido a la pandemia de COVID-19    | Cancelado debido a la pandemia de COVID-19    |
| 23      | 2022 Detalle                                  | República Checa                               | España                                        | 2:1                                           | Noruega                                       | Suecia y Francia                              | Suecia y Francia                              | Suecia y Francia                              |                                               |                                               |                                               |
| 24      | 2023 Detalle                                  | Bélgica                                       | España                                        | 0:0 (t. s.) 3:2 penales                       | Alemania                                      | Francia y Países Bajos                        | Francia y Países Bajos                        | Francia y Países Bajos                        |                                               |                                               |                                               |
| 25      | 2024 Detalle                                  | Lituania                                      | España                                        | 2:1 (t. s.)                                   | Países Bajos                                  | Inglaterra y Francia                          | Inglaterra y Francia                          | Inglaterra y Francia                          | Inglaterra y Francia                          |                                               |                                               |
| 26      | 2025 Detalle                                  | Polonia                                       | España                                        | 4:0                                           | Francia                                       | Italia y Portugal                             | Italia y Portugal                             | Italia y Portugal                             |                                               |                                               |                                               |
| 27      | 2026 Detalle                                  | Bosnia y Herzegovina                          | Por disputar                                  | Por disputar                                  | Por disputar                                  | Por disputar                                  | Por disputar                                  | Por disputar                                  | Por disputar                                  | Por disputar                                  | Por disputar                                  |
| 28      | 2027 Detalle                                  | Hungría                                       | Por disputar                                  | Por disputar                                  | Por disputar                                  | Por disputar                                  | Por disputar                                  | Por disputar                                  | Por disputar                                  | Por disputar                                  | Por disputar                                  |

## Palmarés
En cursiva, se indica el torneo en que el equipo fue local.
| Equipo       | Campeón                                      | Subcampeón                             | Tercer lugar | Cuarto lugar | Semifinales                                  |
| ------------ | -------------------------------------------- | -------------------------------------- | ------------ | ------------ | -------------------------------------------- |
| España       | 7 (2004, 2017, 2018, 2022, 2023, 2024, 2025) | 5 (2000, 2012, 2014, 2015, 2016)       |              | 1 (2001)     | 1 (2019)                                     |
| Alemania     | 6 (2000, 2001, 2002, 2006, 2007, 2011)       | 5 (1999, 2004, 2018, 2019, 2023)       |              |              | 7 (1998, 2005, 2008, 2010, 2013, 2015, 2017) |
| Francia      | 5 (2003, 2010, 2013, 2016, 2019)             | 6 (1998, 2002, 2005, 2006, 2017, 2025) |              | 1 (2000)     | 6 (2007, 2009, 2015, 2022, 2023, 2024)       |
| Suecia       | 3 (1999, 2012, 2015)                         | 1 (2009)                               | 1 (2000)     |              | 4 (1998, 2003, 2008, 2022)                   |
| Inglaterra   | 1 (2009)                                     | 3 (2007, 2010, 2013)                   |              |              | 3 (2002, 2003, 2024)                         |
| Dinamarca    | 1 (1998)                                     |                                        | 1 (2001)     |              | 3 (2002, 2006, 2012)                         |
| Italia       | 1 (2008)                                     |                                        | 1 (1999)     |              | 3 (2004, 2011, 2025)                         |
| Países Bajos | 1 (2014)                                     | 1 (2024)                               |              |              | 5 (2010, 2016, 2017, 2019, 2023)             |
| Rusia        | 1 (2005)                                     |                                        |              |              | 2 (2004, 2006)                               |
| Noruega      |                                              | 5 (2001, 2003, 2008, 2011, 2022)       |              | 1 (1999)     | 2 (2007, 2014)                               |
| Suiza        |                                              |                                        |              |              | 3 (2009, 2011, 2016)                         |
| Finlandia    |                                              |                                        |              |              | 2 (2005, 2013)                               |
| Portugal     |                                              |                                        |              |              | 2 (2012, 2025)                               |
| Irlanda      |                                              |                                        |              |              | 1 (2014)                                     |